# Marie-Jo Zimmermann
Marie-Jo Zimmermann (ur. 29 kwietnia 1951 w Creutzwald) – francuska polityk, nauczycielka i działaczka samorządowa, posłanka do Zgromadzenia Narodowego.

## Życiorys
Absolwentka jednego z uniwersytetów w Strasburgu, pracowała jako nauczycielka. Zaangażowała się w działalność polityczną w ramach francuskich gaullistów. W latach 1989–2002 była radną miejską w Metzu. W 1998 i 2004 uzyskiwała mandat radnej regionu Lotaryngia. W 2001 została zastępczynią prezydenta regionu do spraw szkolnictwa wyższego, funkcję tę pełniła do końca kadencji w 2004.
Działaczka Zgromadzenia na rzecz Republiki, następnie UMP i powstałych na jej bazie Republikanów. W 1998 w trakcie kadencji uzyskała mandat posłanki do Zgromadzenia Narodowego w jednym z departamentów Mozeli. W 2002, 2007 i 2012 z powodzeniem ubiegała się o reelekcję, zasiadając w niższej izbie francuskiego parlamentu do 2017. W międzyczasie (w 2008) ponownie weszła w skład rady miejskiej w Metzu. W 2019 opuściła swoje ugrupowanie, związała się z formacją Amoureux de la France założoną przez Nicolasa Dupont-Aignana.
Odznaczona Legią Honorową V klasy (2018).